# Internationale Normenklassifikation
Die International Classification for Standards (ICS) ist ein internationales Klassifikationssystem, das alle ökonomische Sektoren und Tätigkeiten erfassen soll, bei denen technische Standards angewendet werden.
Es wird von der Internationalen Organisation für Normung (ISO) entwickelt und gepflegt, und als eine fortlaufende Arbeit (Work In Progress) angesehen, bei der ständig Aktualisierungen erfolgen. Die jeweils aktuelle Ausgabe des ICS kann von der ISO-Website kostenlos heruntergeladen werden. Jedermann kann einen Antrag auf Änderungen oder Hinzufügen neuer Klassifikatoren zum ICS einreichen.
ICS dient als einheitliche Struktur für Kataloge und Datenbanken von technischen Standards bzw. Normen.
Nationale Normen wie z. B. die vom Deutschen Institut für Normung, ÖNORM oder der Schweizerischen Normen-Vereinigung können zum Zweck der gegenseitigen Vergleichbarkeit zusätzlich mit den Codebezeichnungen des ICS-Systems versehen werden. Es sind bei Überschneidungen auch die Nennung mehrerer Codebezeichnungen möglich, es wird jedoch empfohlen, nicht mehr als vier zu nennen.

## Klassifikation-Grundregeln
ICS verwendet eine hierarchische Klassifikation, die aus drei abgeschlossenen Ebenen besteht, die als Bereich (Ebene 1), Gruppe (Ebene 2) und Untergruppe (Ebene 3) bezeichnet werden. Alle Klassifikationsebenen werden durch einen Zuordnungscode und einen Titel gekennzeichnet. Der Klassifikationscode wird mit Arabischen Ziffern dargestellt, wobei Bereiche und Untergruppen immer durch zweistellige und Gruppen durch dreistellige Ziffern dargestellt werden. Besitzt eine Ebene weniger nummerische Stellen, werden diese durch führende Nullen aufgefüllt. Die Notation nach ICS schließt die Eltern-Notations-Kennungen von Gruppen und Untergruppen mit ein.
Beispielsweise gehört
die Untergruppe 20 „Beleuchtungs-, Signalisierungs- und Warnvorrichtungen“
zur Gruppe 040 „Kraftfahrzeugsysteme“ und
zu Bereich 43 „Kraftfahrzeugtechnik“,
die vollständige ICS-Kennung ist dann „43.040.20“.
Eine Gruppe ohne Untergruppen (Ebene 2) oder eine Untergruppe (Ebene 3) kann durch den Benutzer weiter unterteilt werden (Ebene 3 bzw. 4). Für diesen Zweck sind zur Unterscheidung zwischen Benutzer-Unterteilungen und denen der Klassifikation neue Notationen zweistellig und mit einem Bindestrich als Trennzeichen an bestehende Notationen hinzuzufügen, z. B.: 35.220.20-10 Magnetbänder.
Die Klassifikationsebene 1 (Bereich) enthält ein Gebiet oder eine Kombination von Gebieten, die
- ein Sektor der Wirtschaft oder der Industrie wie z. B. Landwirtschaft,
- eine Technologie wie z. B. Nachrichtentechnik
- ein Tätigkeitsgebiet wie z. B. Umweltschutz, oder
- eine Wissenschaft wie z. B. Mathematik oder Astronomie sein kann.

## Bereiche
Derzeit sind aktuell 40 Bereiche klassifiziert:
- 01. Allgemeines, Terminologie, Normierung, Dokumentation
- 03. Dienstleistungen, Betriebswirtschaft, Verwaltung, Qualität, Verkehr, Soziologie
- 07. Mathematik, Naturwissenschaften
- 11. Medizintechnik
- 13. Umweltschutz, Gesundheitsschutz, Sicherheit
- 17. Metrologie, Messwesen, Angewandte Physik
- 19. Prüfwesen
- 21. Mechanische Systeme und mechanische Bauteile
- 23. Fluidsysteme und Fluidbauteile
- 25. Maschinenbau
- 27. Energietechnik und Wärmeübertragungstechnik
- 29. Elektrotechnik
- 31. Elektronik
- 33. Telekommunikation, Audiotechnik und Videotechnik
- 35. Informationstechnologie, Büromaschinen
- 37. Abbildungstechnik
- 39. Feinmechanik, Schmuckwesen
- 43. Kraftfahrzeugtechnik
- 45. Eisenbahntechnik
- 47. Schiffbau und Meerestechnik
- 49. Luft- und Raumfahrttechnik
- 53. Hebe- und Fördertechnik
- 55. Verpackung, Transport
- 59. Textil- und Lederindustrie
- 61. Bekleidungsindustrie
- 65. Landwirtschaft
- 67. Lebensmitteltechnologie
- 71. Chemische Verfahrenstechnik
- 73. Bergbau und Bodenschätze
- 75. Erdöl und zugehörige Technologien
- 77. Metallurgie
- 79. Holzbearbeitung
- 81. Glas- und Keramik-Industrie
- 83. Gummi- und Kunststoffindustrie
- 85. Zellstoff- und Papier-Technologie
- 87. Beschichtungsstoffindustrie und Farbenindustrie
- 91. Bauwesen, Baustoffe
- 93. Ingenieurbau
- 95. Militärtechnik
- 97. Private und kommerzielle Hauswirtschaft, Unterhaltung, Sport